# Cirtandra
Cirtandra (lat. Cyrtandra), veliki biljni rod iz porodice gesnerijevki. Opisan je u Characteres Generum Plantarum 3. 1775. (29 Nov 1775)   Pripada mu preko 670 vrsta. Vrsta navedenih u bazi podataka je 674; hibridi: 39. Ostalo je nekoliko neopisanih vrsta. .

## Etimologija
Ime roda dolazi od grčkog κυρτος, kyrtos = zakrivljen, vijugav, i ανδρος, andros = muški, aludirajući na zakrivljene niti prašnika.

## Rasprostranjenost
Australija (1), Malezija (mnogo, posebno Nova Gvineja, preko 90]), Pacifik (mnogo), Havaji.

## Opis
Cirtandra je veliki rod od čak preko 600 vrsta, koje su uglavnom grmovi ili poludrvenasto bilje, a ponekad i malo drveće. Najsjeverniji predstavnik roda je C. umbellifera (južni Ryukyu otoci, Tajvan, Filipini). Središta raznolikosti su Borneo, Nova Gvineja i pacifički otoci. Cyrtandra je najveći rod Gesneriaceae i rod s najširom rasprostranjenošću u Starom svijetu. Glavne karakteristične značajke su neraskidivi plod, koji je tvrd poput koštice (sklerokarpus) pretežno kod zapadnih vrsta i meko mesnat (prava bobica) kod istočnih (pacifičkih) vrsta.
Uočljiva anatomska karakteristika mnogih vrsta je prisutnost sklereida (osteo- i/ili astrosklereida) u hipodermisu i mezofilu lista. Postoji kontinuirani raspon od izo- do ekstremne anizofilije (manji list u paru reduciran je na sićušnu, trokutastu ljusku, npr. C. dispar, C. baileyi).
U cvatovima su cvjetovi obično gusto skupljeni, a brakteole su ponekad povećane i srasle u vidljivu čašicu. Ponekad su cvjetovi postavljeni na tlo izduživanjem i savijanjem peteljke prema dolje ili izlaze iz tla tako da je izduženi cimus zakopan u zemlju (geoflorija; neke vrste s Bornea i Sulawesija, npr. C. rhizantha). Cvjetovi obično svijetle boje ukazuju na melitofiliju (oprašivanje pčela); vrste s crvenom ili crvenkastom bojom cvjetova (npr. C. clarkei) su moguće ornitofilne (oprašuju ih ptice). Ništa se ne zna o rasprostranjenosti sklerokarpnih plodova, dok su mesnate bobice jasno raspršene pticama.
Cyrtandra je polimorfna u cijelom području rasprostranjenja i razgraničenje vrste je vrlo teško. Osobito na Havajskim otocima varijacije su ekstremne.

## Vrste
Vidi Popis vrsta roda Cyrtandra